# Bước qua tương lai
Bước qua tương lai (tiếng Trung: 路過未來) là một bộ phim điện ảnh Trung Quốc năm 2017 được đạo diễn và biên kịch bởi Lý Duệ Quân. Phim tham gia tranh giải ở hạng mục Un Certain Regard tại Liên Hoan Phim Cannes 2017.

## Cốt truyện
Phim xoay quanh các sự việc xảy ra sau khi Dương Diệu Đình, một nhân viên văn phòng sống lặng lẽ, khép kín làm việc ở Thâm Quyến trở về quê nhà Cam Túc.

## Diễn viên
- Dương Tử San vai Dương Diệu Đình
- Doãn Phưởng vai Lý Tân Dân[6]